# Список умерших в 1122 году

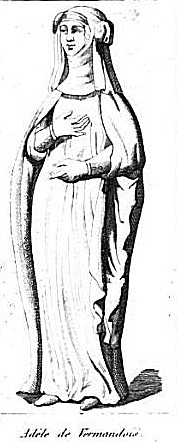
Аделаида Вермандуа

В этой статье представлен список известных людей, умерших в 1122 году.
См. также: Категория:Умершие в 1122 году

## Январь
- 10 января — Христина Ингесдоттер — шведская принцесса, первая жена Мстислава I Владимировича Великого, князя новгородского, потом (уже после её смерти) великого князя киевского.

## Март
- 12 марта — Гизо IV — граф в Оберлангау из рода Гизоненов, граф Гуденсберга (с 1121).

## Май
- 3 мая — Бертольд III — герцог Церинген (1111—1122).
- 15 мая — Йеджон (43) — правитель Корё (1105—1122).

## Июль
- 13 июля — Сибилла Нормандская — королева-консорт Шотландии (1107—1122), жена короля Александра I.
- Альберада Буональберго — первая жена Роберта Гвискара, герцога Апулии.

## Август
- 23 августа — Роберт Реймсский — французский историк, настоятель бенедиктинского аббатства Сен-Реми в Реймсе.

## Сентябрь
- 10 сентября — Аль-Харири — арабский писатель, поэт и филолог.
- 16 сентября — Виталь де Савиньи[фр.] — создатель монашеской конгрегации Савиньи (29 аббатств) в 1105 году, святой римско-католической церкви.

## Октябрь
- 20 октября — Ральф д’Эскюр — епископ Рочестера (1108—1114), архиепископ Кетерберийский (1114—1122)

## Ноябрь
- 8 ноября — Иль-Гази — турецкий артукидский правитель Мардина, победитель в Битве на Кровавом поле
- 28 ноября — Отокар II — маркграф Штирии (1088—1122), первый правитель независимой Штирии с 1122 года

## Декабрь
- 4 декабря — Генрих III — маркграф Истрии (1077—1090), герцог Каринтии (1090—1122), последний представитель династии Эппенштейнов.
- 14 декабря — Энгельберт I — граф Горицы, пфальцграф Баварии (с 1099), фогт Мильштатта.
- Джон Турский[англ.] — епископ Уэлса (1088—1090), первый епископ Бата (1090—1122)

## Дата неизвестна или требует уточнения
- Аль-Багхави — персидский мусульманский муфассир
- Аделаида Вермандуа — графиня Вермандуа и графиня Валуа (1085—1102). Правила совместно с мужем Гуго Великим. Последняя представительница династии Каролингов
- Альбер фон Антуан[нем.] — католический священник, основатель аббатства Ролдук в Голландии. Процесс его беатификации начат в 2000 году
- Альберт де Намюр — граф Яффы (с 1118).
- Абу Мухаммад аль-Багави — шейх-уль-ислам, «оживитель сунны», автор таких трудов, как «Шарх ас-Сунна», «Маалим ат-Танзиль» и «Масабих ас-Сунна».
- Бергтор сын Хравна[исл.] — исландский законоговоритель (1117—1122)
- Генрих I — последний мужской представитель рода графов Цютфена.
- Герман I фон Винценбург — граф Формбаха и Радельберга (1109—1122), граф Винценбурга и Райнхаузена, ландграф Тюрингии (1111—1122).
- Гугон из Флёри — французский хронист и церковный писатель, монах-бенедиктинец из аббатства Флёри, автор богословских, агиографических и исторических сочинений.
- Куно фон Урах — кардинал-епископ Палестрины (1107/1111—1122), папский легат в Святой земле, Франции, Англии и Германии
- Иоанн Росцелин — французский философ, теолог, первый крупный представитель номинализма. Год смерти предположителен.
- От Урхельский[исп.] — епископ Урхеля (1095—1122), святой римско-католической церкви, покровитель Сео-де-Уржеля
- Орзокко II[англ.] — юдекс Арбореи (1100—1122)
- Раймонд I[фр.] — епископ Марселя (1073—1122)